# رفعت الفناجيلي
رفعت الفناجيلى هو لاعب كرة قدم وكابتن النادي الأهلي وساعد الهجوم الأيمن للنادى الأهلى ومنتخب مصر لكرة القدم في الخمسينات والستينيات. وهو أحد الأسماء اللامعة في تاريخ كرة القدم المصرية والنادي الأهلي.

## ميلاده
وُلد رفعت الفناجيلى في 1 مايو 1936 بمحافظة دمياط

## بداية مشواره
وبدأ مشواره مع كرة القدم في نادي السويس ثم انتقل إلى النادي الأهلي موسم 1953-1954 بعد أن اكتشفه كشاف الأهلى الشهير عبد المنعم البقال وكان عمره وقتها 16 عاماً.

## انجازاته
حقق الفناجيلى مع الأهلى العديد من الإنجازات، فقد فاز ب7 بطولات دورى و6 كأس مصر، واشتهر في النادى بأنه القائد المحنك والخبير لفريق الأهلي وتلقى عروضا للاحتراف في أوروبا إلا أنه رفضها جميعا وفضل البقاء في مصر.
لعب في صفوف المنتخب الوطني لأكثر من 17 عاما بداية من عام 1953 وحتى عام 1970 وخاض خلالها ثلاث دورات أوليمبية ونجح في الفوز بالمركز الرابع مع الفريق القومي في دورة طوكيو عام 1964، كما حصل على لقب أحسن مدافع في دورة روما الأوليمبية عام 1960، وحصل على بطولة كاس الامم الأفريقية مع منتخب مصر مرتيين في أول نسختين للبطولة في عام 1957و1959 وكان الأولى التي اقيمت في السودان والثانية التي اقيمت في مصر

## اعتزاله
قرر الاعتزال عام 1967 ومنحه المشير عبد الحكيم عامر رتبة ملازم وتم منحه لقب نجم عام 1960 من النقاد.

## حياته بعد الاعتزال
عمل بالتدريب في نادى دمياط عدة مواسم ولكن الإمكانيات المادية لم تمكنه من تحقيق الكثير وقرر ترك العمل في الرياضة عام 1979

## إنظر أيضاً
- النادي الأهلي (مصر)